# Хиппель, Эрик фон
Эрик фон Хиппель (англ. Eric von Hippel; род. 27 августа 1941) — американский экономист, специалист в области инновационной деятельности. Бакалавр Гарвард-колледжа (1964); магистр Массачусетского технологического института (1966); доктор философии университета Карнеги-Меллона (1974). С 1998 года профессор инноваций и предпринимательства школы менеджмента Слоуна Массачусетского технологического института. Лично запатентовал 4 изобретения.

## Основные произведения
- «Покупатель уже разработал ваш следующий продукт?» (Has a Customer Already Developed Your Next Product? 1977);
- «Потребители как новаторы» (Users as Innovators, 1978).